# Dziátlava
Dziátlava o Diátlovo (bielorruso: Дзя́тлава; ruso: Дя́тлово; polaco: Zdzięcioł; yidis: זשעטל Zhetl; lituano: Zietela) es una ciudad subdistrital de Bielorrusia, capital del distrito homónimo en la provincia de Grodno. Dentro del distrito, es la capital del consejo rural homónimo sin formar parte del mismo.
En 2017 tenía una población de 7631 habitantes.
Se ubica sobre la carretera M11, a medio camino entre Lida y Slónim. Al noreste de Dziátlava sale la carretera P10, que lleva a Navahrúdak, y al sureste sale la carretera P108, que lleva a Baránavichy.

## Historia
La localidad era desde época medieval y hasta el siglo XIX un asentamiento habitado principalmente por lituanos, que formaban aquí la "isla lingüística" más alejada del territorio principal del idioma lituano. Por su ubicación periférica y sus peculiaridades dialectales, se cree que los fundadores del pueblo eran yotvingios lituanizados. Su nombre lituano Zietela fue adaptado durante siglos a las lenguas eslavas como "Zdiatel" (Здятел) o "Zdziatel" (Здзяцел), topónimo con el que aparece en documentos desde la década de 1440, cuando formaba parte del voivodato de Trakai. En 1492, Casimiro IV Jagellón fundó aquí una iglesia. En 1498, Alejandro I Jagellón entregó el señorío de Zietela, con estatus de miestelis, a la familia noble Ostrogski.
En la reforma territorial de 1565-1566, pasó a formar parte del powiat de Slónim en el voivodato de Nowogródek. En el siglo XVII pasó a pertenecer sucesivamente a las familias nobles Sapieha, Palubinski y Radziwiłł; estos últimos adquirieron el señorío en 1685 y lo mantuvieron durante un siglo. En 1708, durante la gran guerra del Norte, pasó a ser un importante centro de operaciones para las tropas rusas, hasta el punto de que Pedro I de Rusia estuvo una semana en la localidad; posteriormente, las tropas suecas ocuparon y quemaron Zietela, que pasó a ser una localidad de menor importancia. En 1743 volvió a quemarse el asentamiento, pero en 1751 los Radziwiłł promovieron su recuperación construyendo un palacio. A finales del siglo XVIII, el señorío fue adquirido por la familia noble Sołtan.
En la partición de 1795 pasó a formar parte del Imperio ruso, que en 1831 confiscó el señorío a los Sołtan como represalia por su participación en el Levantamiento de Noviembre. Posteriormente, tras el Levantamiento de Enero que tuvo lugar en 1863-1864, se decidió sustituir el topónimo lituanizado "Zdziatel" por el rusificado "Diátlovo". En 1921 pasó a formar parte de la Segunda República Polaca, hasta que en 1939 se integró en la RSS de Bielorrusia, que en 1940 lo clasificó como asentamiento de tipo urbano y le dio el estatus de capital distrital. Hasta entonces era un shtetl habitado principalmente por judíos, pero en 1942 los invasores alemanes encerraron a todos los judíos locales en un gueto, para llevar a cabo una masacre a las afueras de la localidad en la que fueron asesinados unos cuatro mil judíos. Las autoridades soviéticas recuperaron el asentamiento como un núcleo industrial habitado principalmente por bielorrusos, logrando superar los cuatro mil habitantes en la década de 1970 y los ocho mil al finalizar el siglo. Debido a ello, adoptó el estatus de ciudad en 1990.